# Oper am Brühl (Leipzig)
Die Oper am Brühl (auch Barockoper Leipzig) war das erste Opernhaus in Leipzig. Es bestand von 1693 bis 1720 und war nach der Hamburger Oper am Gänsemarkt das zweite bürgerliche Musiktheater in Deutschland.

## Lage und Gestalt

Auszug aus einem Stadtplan Leipzigs von 1749, auf dem Grundstück oben rechts (Arbeitshaus für Freie) stand das Opernhaus

Das Opernhaus am Brühl befand sich fast am östlichen Ende der Straße und grenzte nach Norden an die Stadtmauer. Nach der Erbauung des Georgenhauses 1701 war es dessen Nachbargebäude.
Den Leipziger Ratsakten zufolge war das Gebäude ein dreistöckiges Holzhaus mit Satteldach, 47 Meter lang, 15 Meter breit und 10 Meter hoch. Die Bühne hatte 15 Kulissenpaare. Die Fassade war durch acht Pilaster gegliedert und Ornamente schmückten das Eingangsportal. Der halbrunde Zuschauerraum hatte fünfzig Logen auf fünf Rängen.

## Baugeschichte und erste Aufführungen
Der Dresdner Hofkapellmeister Nicolaus Adam Strungk (1640–1700) hatte erkannt, dass zumindest zu den drei Messezeiten (Neujahr, Ostern, Michaelistag im September) ein an Opernaufführungen interessiertes und zahlungskräftiges Publikum in Leipzig vorhanden war. Deshalb bemühte er sich um eine Lizenz für Opernaufführungen, die ihm der sächsische Kurfürst Johann Georg IV. 1692 für zehn Jahre jeweils für die Messezeiten und auf eigene Kosten erteilte.
Zusammen mit dem italienischen Architekten Girolamo Sartorio († 1707), der 1678 die Hamburger Oper errichtet hatte, pachtete Strungk im Januar 1693 das obengenannte Grundstück für jährlich 300 Taler. Innerhalb von nur vier Monaten wurde das Theater errichtet, sodass während der Leipziger Ostermesse 1693 am 8. Mai die erste Vorstellung in Anwesenheit des Kurfürsten stattfinden konnte. Auf dem Programm stand Alceste mit der Musik von Nicolaus Adam Strungk. Der deutsche Text nach Aurelio Aureli (um 1630–1708) stammte vom Lehrer an der Thomasschule Paul Thymich (1656–1694). Die Titelpartie sang Thymichs Frau. Sartorio hatte aufwendige Kulissen gebaut; es gab unter anderem einen Wald, eine Königshalle und einen Höllenrachen mit Flammen.
Mit diesem Team entstanden noch mehrere Opern.
Ab 1696 kam Christian Ludwig Boxberg (1670–1729) als Librettist und Komponist hinzu. Er hatte zudem 1698 für ein Gastspiel der Leipziger Operntruppe am Hof des Markgrafen Georg Friedrich von Brandenburg-Ansbach die Opern Die verschwiegene Treue und Sardanapalus komponiert und getextet. Von letzterer blieb das Autograph in der Ansbacher Bibliothek erhalten. Das Stück ist die älteste erhaltene deutschsprachige Oper aus Mitteldeutschland (wiederaufgeführt 2012 im Gothaer Ekhof-Theater).

## Blütezeit unter Telemann

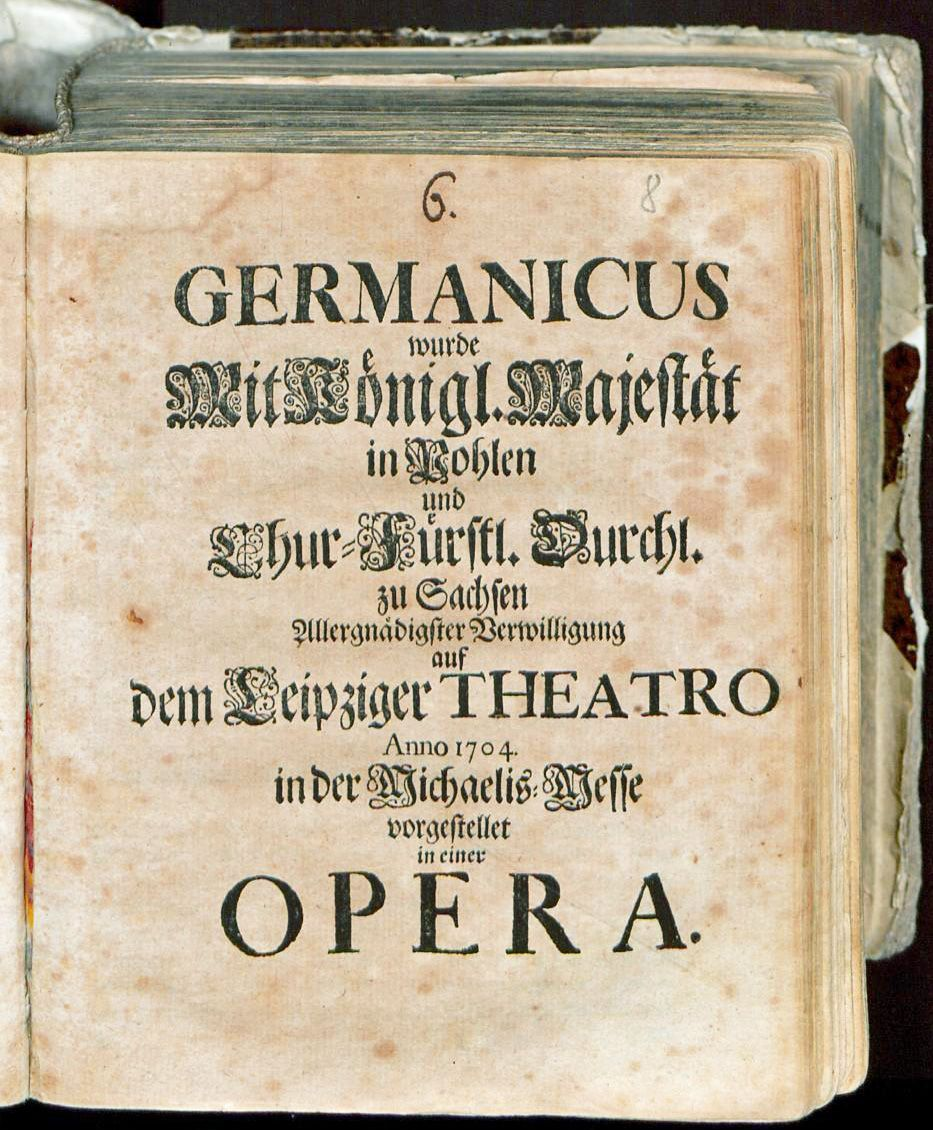
Titelblatt Telemanns Oper Germanicus (am Brühl zur Michaelismesse 1704 uraufgeführt), Libretto von Christine Dorothea Lachs

Das Opernhaus erreichte seine musikalische Blüte, während ab 1703 Georg Philipp Telemann, welcher sich zwei Jahre zuvor an der Universität Leipzig eingeschrieben hatte, das Haus als Musikdirektor leitete. Das von ihm gegründete, aus musikalischen Studenten bestehende, 40-köpfige Amateurorchester („Collegium musicum“) fungierte dabei als Opernorchester. In diesem musizierte Telemanns „Stubenpursch“ (Zimmergenosse), der spätere Komponist Christoph Graupner mit.
Im Jahre 1705 gab Telemann die Leitung wieder ab, da er eine Anstellung am Hof von Sorau bekam, schrieb aber trotzdem weitere Opern für das Leipziger Haus. In einer seiner selbst verfassten Biografien berichtet er:
... Bald darauf gewann ich die Direction über die Opern, deren ich insgesamt, auch noch von Sorau und Franckfurt aus, etliche und zwantzig, und zu vielen davon ebenfalls die Verse, gemacht habe. Für den weißenfelsischen Hof verfertigte ich etwa vier Opern, und richtete endlich in Leipzig das noch stehende Musikcollegium an ...
Telemann schrieb somit für viele seiner mehr als 20 Leipziger Opern die Texte selbst, spielte den Generalbass im Orchester oder sang selbst Opernrollen. Bis 1718 können 17 seiner Opern für das Opernhaus am Brühl nachgewiesen werden. Von diesen ist einzig nur Germanicus (komponiert 1704, rekonstruiert 2007) nahezu vollständig erhalten.
Nach der Besetzung Sachsens durch schwedische Truppen im Jahre 1706 in Folge des Altranstädter Friedens fanden vorerst keine Aufführungen mehr statt, der Spielbetrieb wurde 1708 wieder aufgenommen.
Nach dem Weggang Telemanns wurden noch Opern Melchior Hoffmanns (Wirkungszeit: 1706/1709–1715 als Musikdirektor) und Johann David Heinichens (Wirkungszeit: 1709–1710) aufgeführt. Da Melchior Hoffmann zu seiner Zeit als Musikdirektor gleichzeitig die Leitung des „Collegium Musicum“ innehatte, dessen Mitglieder zu dieser Zeit auch die späteren Komponisten Johann Georg Pisendel und Gottfried Heinrich Stölzel waren, dürften letztere auch im Opernorchester gespielt haben.
Auch die später an der Hamburger Gänsemarktoper wirkenden Komponisten Johann Christian Schieferdecker und Gottfried Grünewald waren Zöglinge der Leipziger Barockoper. Unter den Sängerinnen am Opernhaus am Brühl ist besonders Johanna Elisabeth Hesse geb. Döbricht (1692–1786) zu erwähnen, eine Schwester von Samuel Ernst Döbricht (ein Schwiegersohn Strungks), die ab 1711 als Hofsängerin nach Darmstadt wechselte.
Insgesamt gab es in den 27 Jahren des Bestehens der Oper 104 Inszenierungen, was mitunter – bei drei Messesaisons pro Jahr – mehr als eine Inszenierung pro Messe bedeutet. Themen waren unter anderem antike Heldenfabeln, geschichtliche Ereignisse, Motive aus zeitgenössischen Romanen und die beliebten Schäferspiele. Als Darsteller fungierten häufig Studenten und anfangs auch die beiden Schwestern Strungks und dessen fünf Töchter.

## Organisation und Niedergang

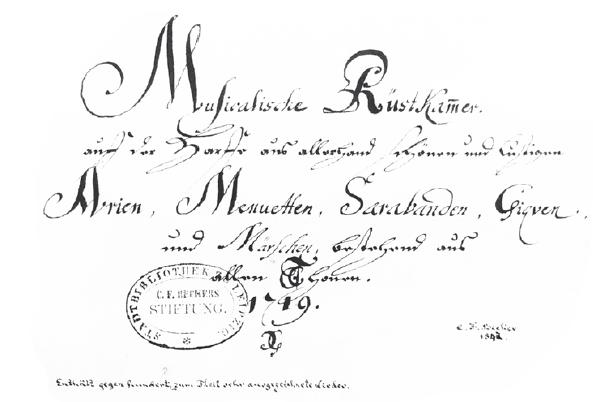
Textblatt der „Musikalischen Rüstkammer“

Schon zu Lebzeiten Strungks gab es finanzielle Schwierigkeiten; so musste Sartorio wegen Nichtzahlung der Pacht eine Zwangshaft absitzen. Nach Strungks Tod führte seine Witwe ab 1700 das Unternehmen für einige Jahre. Als nach deren Tod die Kinder sich wegen der hohen Schulden weigerten, das Erbe anzutreten (ab 1706), sprangen ein Sohn Sartorios, Johann Friedrich Sartorio (1675/1679–nach 1717) und Samuel Ernst Döbricht (um 1680–1751; er hatte die Tochter Strungks, Philippine (* 1677), eine Sopranistin am Brühl, geheiratet), ab 1710 als Pächter und Döbricht auch als Leiter und Bassist der Oper ein. Döbricht leitete zusätzlich ab 1710 das Opernhaus vorm Salztor im nahegelegenen Naumburg, das dann Inszenierungen des Leipziger Theaters übernahm.
Bezüglich der Inszenierungen wurde die Situation zunehmend chaotisch. Neben Döbricht forderte nun auch Sartorios Sohn Mitspracherecht ein. Die Strungk-Töchter waren ebenfalls an der Auseinandersetzung beteiligt. Seit 1711 traten Dorothea Maria verh. Brauns (* 1666) als künstlerische Leiterin sowie Elisabeth Catharine (* 1668) als Altistin auf – letztere zum Beispiel als Agrippina im Germanicus von Telemann – so dass sich die Parteien in den Folgejahren in wechselnder Konstellation bekämpften. Unter anderem wurden Kostüme der anderen Partei vor Opernaufführungen versteckt. Im Jahre 1712 zerstörte Döbricht mit einer Axt kurz vor der Premiere der Oper Echo und Narcissus das Bühnenbild der anderen Strungk-Töchter, baute aber danach wieder alles zusammen. 1716 trat Döbricht seine Rechte an zwei seiner Schwägerinnen ab.
Der letzte musikalische Leiter Johann Gottfried Vogler (Wirkungszeit: 1716–1719) flüchtete während der Michaelismesse 1719 aus Leipzig, wegen gemachter Schuld. Auch heißt es, er hätte Instrumente aus der Neukirche gestohlen.
Das Gebäude des Opernhauses am Brühl hatte von Anfang an Mängel aufgewiesen, wozu wahrscheinlich die schnelle Bauzeit beigetragen hatte, sodass häufig nachgebessert werden musste. 1719 bescheinigte ein Gutachten, dass durch den Bauzustand Gefahr für Leib und Leben der Menschen darin bestünde. Deshalb wurde das Opernhaus 1720 geschlossen. 1729 kaufte es der Rat der Stadt und ließ es abtragen. Der Platz fiel dem benachbarten Georgenhaus zu.
Die musikalische Qualität der Aufführungen dieses Hauses spiegelte sich auch Jahrzehnte später in der Musikliteratur wider. Im Jahre 1752 schrieb der Komponist und Flötenlehrer Friedrichs des Großen Johann Joachim Quantz:
... Die in Hamburg und Leipzig ziemlich lange in blühenden Zustand gewesene, heute zugrunde gegangenen Opern, und die berühmten Componisten, welche […] für dieselben gearbeitet haben, haben zu dem Grade des guten Geschmackes, in welchem die Musik in Deutschland gegenwärtig stehet, gute Vorbereitungen gemacht ...

## Rezeption

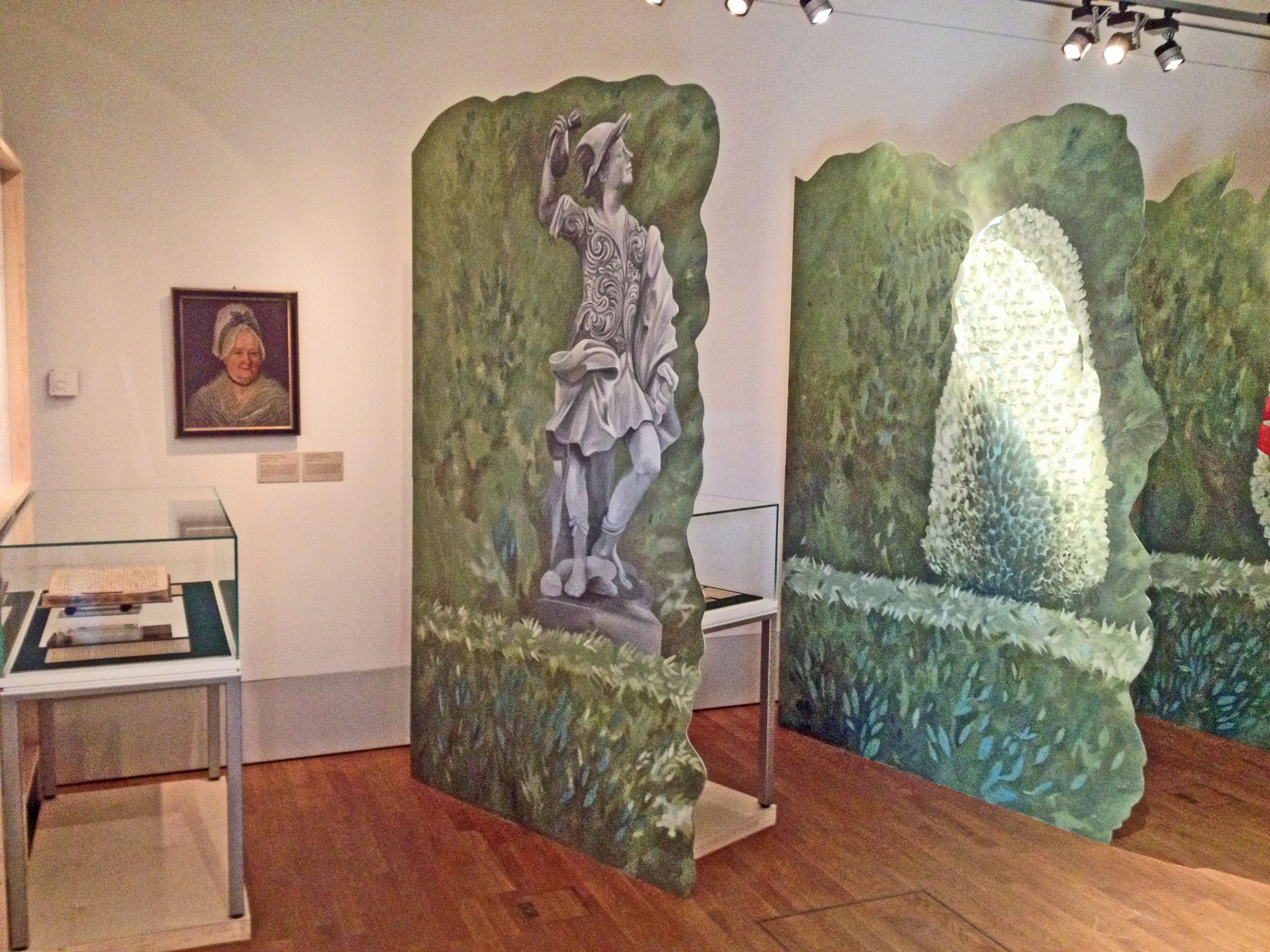
Blick in die Leipziger Ausstellung zur Barockoper im März 2013 (an der Wand ein Bildnis der Sängerin Johanna Elisabeth Hesse geb. Döbricht)

Michael Maul publizierte im Jahr 2009 die Ergebnisse seiner Untersuchung zur Leipziger Barockoper als Ergebnis eines umfangreichen Forschungsprojektes der bis dato noch kaum untersuchten Geschichte des Opernhauses, welches vom Bach-Archiv Leipzig initiiert worden war.
Unter dem Titel „Liebe. Macht. Leidenschaft. Die Leipziger Barockoper“ befasste sich eine Ausstellung im Bach-Museum Leipzig vom 15. März bis 25. August 2013 mit der Leipziger Oper am Brühl. Gezeigt wurden unter anderem original erhaltene Textbücher und Urkunden zur Geschichte des Hauses.
Außer den Opern Germanicus und Die Lybische Talestris von Heinichen (uraufgeführt 1709, 2009 wiederentdeckt und in Bad Lauchstädt wiederaufgeführt) haben sich nur einzelne Arien von Opern des Hauses erhalten, die meisten davon (100 Stück) in der sogenannten „Musikalischen Rüstkammer“, einem handgeschriebenen, anonym verfassten Notenbuch von 1719, das in der Leipziger Stadtbibliothek (Musikaliensammlung) aufbewahrt wird.

## Einspielungen (Auswahl)
- Germanicus. CPO, DDD, 2010, Olivia Stahn, Elisabeth Scholl, Matthias Rexroth, Henryk Böhm, Tobias Berndt, Sächsisches Barockorchester, Gotthold Schwarz.
- Telemann und die Leipziger Oper – Populäre Arien aus der Sammlung Musicalische Rüstkammer. Pan Classics, DDD, 2011, Jan Kobow (Tenor), United Continuo Ensemble.
- Nuria Rial – Telemann. DHM, DDD, 2010, Nuria Rial, Julia Schröder, Kammerorchester Basel.
- Sardanapalus. PAN, DDD, 2014, Jan Kobow, Rinnat Moriah, Franz Vitzthum, Sören Richter, United Continuo Ensemble, Bernhard Epstein.